# Обдарована
«Обдарована»  (англ. Gifted) — американський драматичний фільм режисера Марка Вебба. У головних ролях Кріс Еванс, Маккенна Грейс, Ліндсей Дункан, Дженні Слейт і Октавія Спенсер. Сюжет обертається навколо інтелектуально обдарованої 7-річної дівчинки, за опіку над якою починають боротьбу її дядько та бабуся. Фільм був випущений 7 квітня 2017 року компанією Fox Searchlight Pictures і зібрав 40 мільйонів доларів по всьому світу.

## Сюжет
У маленькому містечку поблизу Тампа, штат Флорида, семирічна Мері Адлер живе з дядьком, і фактичним опікуном, Френком. Її кращим другом є її 40-річна сусідка, Роберта. У перший день першого класу вона демонструє чудовий математичний талант, який вражає її вчительку Бонні Стівенсон. Там, недивлячись на її першочергову зневагу до дітей свого віку і нудьгу з їх класною роботою, вона починає здружуватись з ними, коли одного разу приносить одноокого кота, Фреда, для шоу покажи і розкажи, а потім захищає однокласника від хулігана. Мері пропонується стипендія в приватній школі для обдарованих дітей. Однак Френк незгодний із цим. Базуючись на досвіді своєї сім'ї з подібними школами, він боїться, що у Мері не буде шансів на «нормальне» дитинство.
Виявляється, що мати Мері, Діана, була багатообіцяючим математиком, присвяченим проблемі Нав'є-Стокса (однією з невирішених проблем тисячоліття), перш ніж покінчити життя самогубством, коли Мері було шість місяців. Відтоді Мері живе з Френком, колишнім професором університету, який тепер ремонтує човни.
Френкова мати та бабуся Мері, Евелін, прагне отримати опіку над Мері і перевезти її в Массачусетс, вважаючи, що Мері — це «один на мільйон» математичний геній, який повинен бути спеціально навчений і підготовлений до життя, присвяченого математиці. Однак Френк настоює, що його сестра хотіла б, щоб Мері була у звичайній державній школі. Побоюючись, що суддя буде не на його боці, і він повністю втратить Мері, Френк приймає компроміс свого адвоката Грега Каллена, який запропонував, щоб Мері потрапила до прийомної сім'ї та відвідувала приватну школу, куди Евелін хоче її зарахувати. Приймачі-батьки живуть усього за 25 хвилин від дому Френка, і Френк отримає право на планові візити, а Мері зможе вирішити, де вона хоче жити після її 12-го дня народження.
Мері відмовляється бачитись з дядьком, тому що відчуває себе зрадженою, бо ж Френк обіцяв завжди бути з нею. Коли Бонні бачить фотографію кота Фреда на дошці оголошень тваринного притулку, вона попереджає Френка. Френк витягує кота звідти, і, дізнавшись, що Фред був відданий туди через проблеми з алергією, він розуміє, що Евелін, котра страждає алергією на котів, контролює освіту Мері, що суперечить умові компромісу щодо опіки, перебуваючи в гостях у будинку прийомних батьків Мері. Тоді він показує Евелін, яка сама була математиком, що Діана вирішила проблему Нав'є-Стокса, але вказала, що це рішення повинно бути утриманим до смерті Евелін. Знаючи, наскільки це важливо для Евелін, Френк пропонує опублікувати роботу Діани, якщо Евелін відмовиться від свого заперечення проти його опіки над Мері. Евелін неохоче погоджується.
Фільм закінчується тим, що Мері повертається під опіку Френка і ходить до державної школи, додатково взявши уроки на рівні коледжу вранці.

## У ролях
| Актор           | Роль            |
| --------------- | --------------- |
| Кріс Еванс      | Френк Адлер     |
| Маккенна Грейс  | Мері Адлер      |
| Дженні Слейт    | Бонні Стівенсон |
| Ліндсі Дункан   | Евелін Адлер    |
| Октавія Спенсер | Роберта Тейлор  |
| Гленн Пламмер   | Грег Каллен     |
| Джон Финн       | Обрі Хайсміт    |
| Елізабет Марвел | Глорія Девіс    |
| Джона Сяо       | Ліжуан          |
| Джулі Енн Емері | Пет Голдінг     |
| Кейр О'Доннелл  | Бредлі Поллард  |

## Виробництво
У серпні 2015 року було оголошено, що у фільмі буде зніматись Кріс Еванс. У вересні 2015 року до акторського складу приєдналися Маккенна Грейс, Октавія Спенсер, Ліндсі Дункан і Дженні Слейт. У листопаді 2015 року актриса Джулі Енн Емері приєдналася до фільму в ролі Пет.

## Випуск
Планувалося, що фільм буде випущений 12 квітня 2017 року, але вперше був показаний на екранах кінотеатрів 7 квітня 2017 року.

### Касові збори
Фільм «Обдарована» зібрав 24,8 млн доларів США на території США та Канади і 15,3 млн доларів на інших територіях загальною вартістю 40,1 мільйона доларів США, у порівнянні з виробничим бюджетом 7 мільйонів доларів.

## Зйомки
Основні зйомки почалися в жовтні 2015 року, в містах Саванна і Тайбі-Айленд, штат Джорджія.

## Критики
Фільм отримав в основному позитивні відгуки кінокритиків. На сайті Rotten Tomatoes фільм має рейтинг 71 % на основі 154 рецензій із середнім балом 6,4 з 10. На сайті Metacritic фільм має оцінку 60 з 100 на основі 33 рецензій критиків, що відповідає статусу «змішані або середні відгуки». На сайті CinemaScore глядачі оцінили фільм на оцінку A за шкалою від A + до F.